# Monoftongizacija diftonga u praslavenskom jeziku
Monoftongizacija diftonga je praslavenska glasovna promjena pri kojoj diftonzi prelaze u samoglasnike, [eɪ̯] u [i], [oɪ̯] u [ě] i [oṷ] i [eṷ] u [u] u prije suglasnika i na kraju riječi. Jedan je od ključnih događaja u kronologiji praslavenskog jezika. Monoftongizacija diftonga restrukturirala je fonološki sustav praslavenskog jezika sa snažnim utjecajem na njegovu morfonologiju.

## Rezultat glasovne promjene
Diftonzi prelaze u samoglasnike prije suglasnika i na kraju riječi: 
- *eɪ̯ u *i — praslavenski *kreɪ̯vъ > *krivъ > hrvatski kriv
- *oɪ̯ u *ě — praslavenski *snoɪ̯gъ > *sněgъ > hrvatski snijeg
- *oṷ u *u — praslavenski *soṷxъ > *suxъ > hrvatski suh
- *eṷ u *u — praslavenski *beṷsteɪ̯ > bl’usti; usp. latvijski baũsti

## Datiranje glasovne promjene
Jurij Vladimirovič Ševeljev datira monoftongizaciju diftonga u 5. – 7. stoljeće n.e. Zdzisław Stieber datira monoftongizaciju diftonga u 5. ili 6. stoljeće n.e.

### Podatci iz toponimije
Do trenutka kada je započelo širenje Slavena na Balkan, monoftongizacija diftonga još se nije dogodila, o čemu svjedoči i posuđivanje latinskog naziva Poetovio kao slovenskog Ptuj.
Kasniji nazivi mjesta pokazuju prijenos lat. au kao ov što ukazuje na završetak procesa monoftongizacije diftonga do trenutka kad su ta imena posuđena, oprimjereno:
- lat.  Lauretum > hrv. Lovret
- lat.  Lauriana > hrv. Lovran
- lat. Tauriana > srb. Tovrljane
- lat.  (Lapides) lausiae > hrv. Lavsa / Lavca